# Mirko Messner

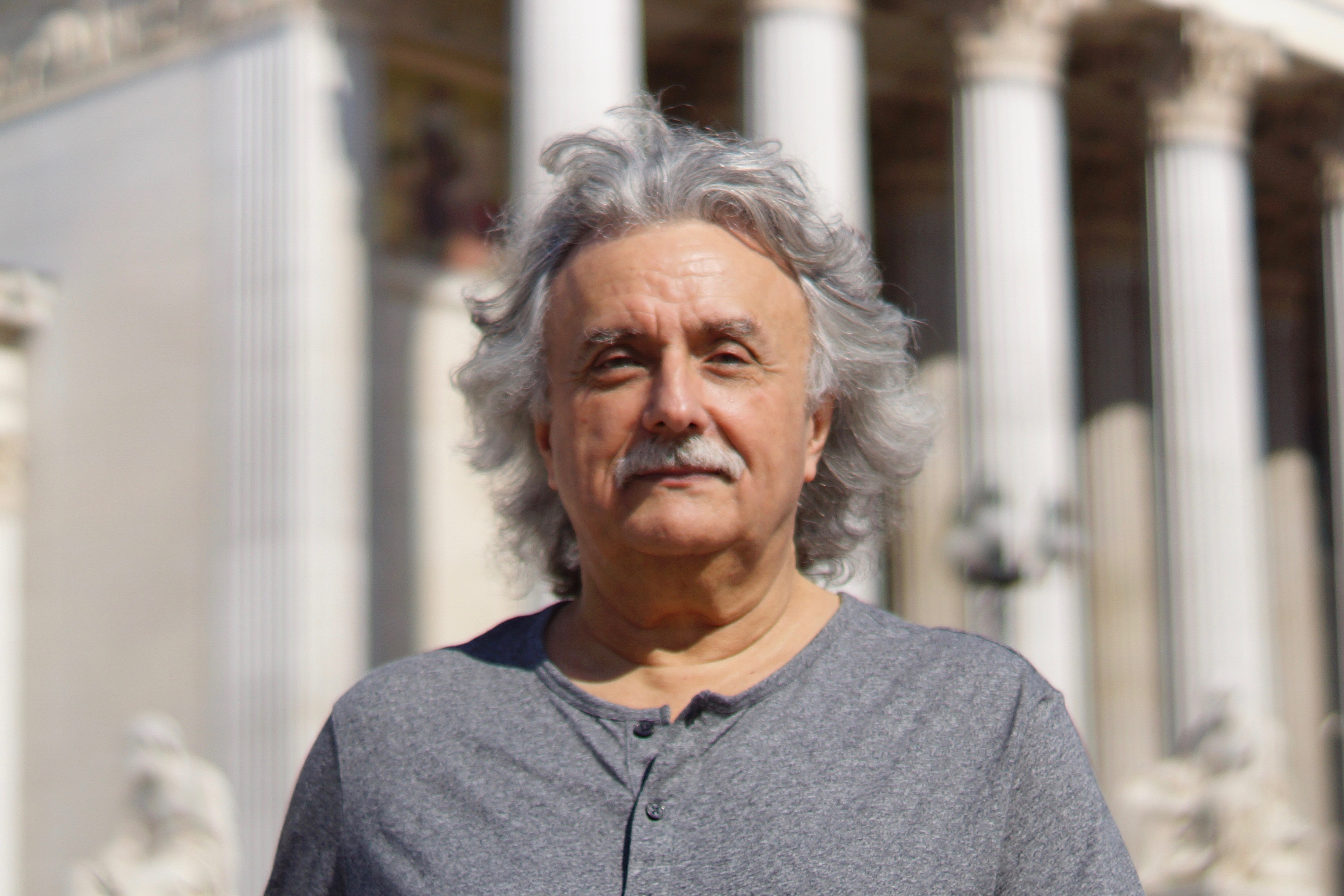
Mirko Messner, 2017

Mirko Messner; eigentlich: Štefan Miroslav Messner; (* 16. Dezember 1948 in Slovenj Gradec, Slowenien) ist ein österreichischer Slawist, Publizist (Eigenbezeichnung: „Textarbeiter“) und kommunistischer Politiker. Der Kärntner Slowene war von März 2006 bis Juni 2021 Bundessprecher der KPÖ.

## Leben und Wirken
Messner entstammt einer politisch aktiven Familie. Sein Vater Janko Messner war nach Kriegsende Mitglied der slowenischen Befreiungsfront in Kärnten, seine aus Nordmazedonien stammende Mutter war im Zweiten Weltkrieg jugoslawische Partisanin. 
Nach der Matura studierte er Slawistik und Germanistik an der Universität Wien, an der er 1977 auch promovierte. Vor seiner Tätigkeit als Publizist führte Messner zeitweilig ein EDV-Unternehmen.
Bereits als Jugendlicher engagierte er sich politisch im Verband Sozialistischer Mittelschüler Kärntens. Nach dessen Auflösung schloss sich Messner während des Studiums dem Kommunistischen StudentInnenverband an und engagierte sich im Klub slowenischer Studenten und Studentinnen. In dieser Zeit rief er die slowenische Studentenzeitung Kladivo – dvojeznični koroški mesečnik (Zeitschrift für Kärntner Verhältnisse) ins Leben (erschien bis 1989). 1973 trat er in die KPÖ ein. Als er seine Auffassung von Nationalitätenpolitik in der Frage der slowenischen Minderheit in der Partei nicht durchsetzen konnte, legte Messner 1987 alle Parteiämter (unter anderem war er Mitglied des ZK) nieder und kündigte seinen Job als Parteiangestellter. Nach dem Grazer Erneuerungsparteitag der KPÖ war er zunächst bei der Neukonstituierung der KPÖ in Klagenfurt aktiv und wurde schließlich in den Bundesvorstand der Partei und zu deren Minderheitensprecher gewählt. Im März 2006 folgte schließlich die Wahl zum Bundessprecher. Dieses Amt übte er gemeinsam mit Melina Klaus aus. Messner war bei allen vier österreichischen Nationalratswahlen seit 2006 Spitzenkandidat seiner Partei. 2009 bis 2016 war er zudem Chefredakteur und Herausgeber der als monatliches Magazin erscheinenden Volksstimme. Von 2012 bis Juni 2021 war er alleiniger Bundessprecher der KPÖ.

## Publikationen (Auswahl)
- Minderheitenfeststellung verletzt Artikel 7 des Staatsvertrages. In: Mitteilungen. Österreichische Vereinigung demokratischer Juristen. Edition Fortschrittliche Wissenschaft, Wien, April 1976, S. 1–5, OBV.
- Prežihov Voranc und die Bauern. Drava-Verlag, Klagenfurt/Celovec 1980, OBV.
- Bericht über den beängstigenden Zustand des Herrn C. In: Janko Messner (Red.): Aufzeichnungen aus Kärnten. Prežihova knjižnica, Band 4. Društvo slovenskih pisateljev v Avstriji, Klagenfurt/Celovec 1983, S. 51–55, OBV.
- Buge vas primi. Drehbuch für ein Bühnenstück. Auftragsarbeit für den Slowenischen Kulturverband. 1989. Fünf Aufführungen in der ehemaligen KESTAG-Stahlfabrik in Ferlach/Borovlje (Regie: Peter Militarov. Musik: Heino Fischer. Choreographie: Janez Mejač).
- Widerstand der Kärntner Slowenen. In: Andreas Pittler: Spurensuche. Erzählte Geschichte der Kärntner Slowenen. Band 4. Österreichischer Bundesverlag, Wien 1990, ISBN 3-215-07447-8, S. 221–230.
- Die Kärntner Slowenen und das Jahr 1938. In: Po sledovih … Pričevanja koroških Slovencev 1920–1945. Drava-Verlag, Klagenfurt/Celovec 1991, ISBN 3-85435-191-7, S. 89–95.
- Koroški Slovenci in leto 1938. In: Po sledovih … Pričevanja koroških Slovencev 1920–1945. Drava-Verlag, Klagenfurt/Celovec 1991, ISBN 3-85435-191-7, S. 75–80.
- Odpor koroških Slovencev. In: Po sledovih … Pričevanja koroških Slovencev 1920–1945. Drava-Verlag, Klagenfurt/Celovec 1991, ISBN 3-85435-191-7, S. 195–202.
- Sieg und Niederlage nach 50 Jahren. Ein Gespräch mit Prof. Dr. Stipe Šuvar. In: Weg und Ziel, Nr. 3/1999, ISSN 0043-2024.
- Soziale Probleme und rechtspopulistische Demagogie. In: Petra Pau (Hrsg.), Dominic Heilig (Hrsg.): Internationale Berliner Konferenz „Für eine Tolerante Gesellschaft – gegen Rechtsextremismus und Rassismus“, 12. und 13. Mai 2001, Rathaus Schöneberg, Berlin, veranstaltet durch die Partei des Demokratischen Sozialismus (PDS). Dietz, Berlin 2001, ISBN 3-320-02032-3, S. 112–120.
- Vida Obid, — , Andrej Leben: Haiders Exerzierfeld. Kärntens SlowenInnen in der deutschen Volksgemeinschaft. Promedia-Druck- und Verlagsgesellschaft, Wien 2002, ISBN 3-85371-174-X.
- Der Berg der sauberen Hände. Volksstimmen, Nr. 9, September 2005, S. 13ff., OBV.
- Die Linke und die Region. Volksstimmen, Nr. 12, Dezember 2005, S. 14, OBV.
- Internationalismus von unten. Anmerkungen zur Klagenfurter Regional-Konferenz. In: Volksstimmen, Nr. 12, Dezember 2005, S. 21 f., OBV.
- Die Befreier. Zur Konstruktion des Bildes der Partisanen und Partisaninnen in der slowenisch-kärntnerischen Öffentlichkeit. In: Florian Wenninger, Paul Dvořak, Katharina Kuffner (Hrsg.): Geschichte macht Herrschaft. Zur Politik mit dem Vergangenen. Wien 2007, ISBN 3-7003-1601-1, S. 275–299.